# Nectophrynoides vestergaardi
Nectophrynoides vestergaardi är en groddjursart som beskrevs av Menegon, Salvidio och Simon Loader 2004. Nectophrynoides vestergaardi ingår i släktet Nectophrynoides och familjen paddor. IUCN kategoriserar arten globalt som starkt hotad. Inga underarter finns listade i Catalogue of Life.